# Дабешань
Дабешань (кит. упр. 大别山), также известный как Дабе — крупный горный хребет в центральном Китае, юго-восточное продолжение хребта Циньлин.

## География
Простирается с северо-запада на юго-восток приблизительно на 200 км, образуя главный водораздел между реками Хуайхэ и Янцзы. Ограничивает с северо-востока Сычуаньскую котловину и служит естественной границей между провинциями Хубэй (на юге), Хэнань (на севере) и Аньхой (на востоке).
Западная часть хребта имеет средние высоты 300—400 м, восточная — значительно выше (преимущественно 1000—1500 м). Наивысшая точка — гора Шэньнундин (кит. упр. 神农顶) высотой 3106,2 м. Другие значительные вершины:
- Тяньчжу-Шань (1774 м)
- Тяньтанчжай (1729 м)

Северные склоны сравнительно крутые, южные — пологие. Сложен главным образом кристаллическими породами.

## Климат и природа
Климат умеренный, муссонный, с обильным летним увлажнением. Годовая сумма осадков свыше 1000 мм.
Хребет на 85 % покрыт лесами, где преобладают:
- Широколиственные породы (дуб, в том числе пробковый дуб)
- Бамбуковые заросли
- Хвойные леса в высокогорьях

Регион является важным производителем пробки в Китае. В предгорьях развито сельское хозяйство (рис, чай).

## История и значение
В конце 1920-х — начале 1930-х годов Дабешань был оплотом Коммунистической партии Китая и местом расположения Эюваньского советского района.

## Инфраструктура
Основные транспортные маршруты через хребет:
- Железная дорога Хэфэй-Ухань (с многочисленными тоннелями)
- Пекин-Гуанчжоуская высокоскоростная железная дорога
- Автодорога Мачэн (Хубэй) — Хуанчуань (Хэнань)

## Геология
В геологическом отношении горы Дабе характеризуются наличием эклогитов сверхвысокого давления метаморфические породы. В географическом отношении хребет представляет собой сложную напряженную структуру, поэтому он и прилегающая территория подвержены землетрясениям. В конце 2005 года в результате землетрясения магнитудой 5,7 в северо-западной части провинции Цзянси, к югу от Цзюцзяна на реке Янцзы, погибли по меньшей мере 15 человек, сотни получили ранения, а несколько тысяч человек остались без крова. Он вызвал подземные толчки в Цичунь уезде Цичунь в провинции Хубэй и за ее пределами, дойдя даже до столицы провинции Ухань.

## Международный лесопарк
Этот живописный парк с центром Тяньтанчжай является ключевой туристической достопримечательностью в самой высокой части горного массива Дабе. Общая площадь парка составляет 300 квадратных километров. Расположенный в Хубэй провинции Луотянь и недалеко от границы с провинцией Аньхой, парк находится примерно в 68 километрах от города Луотянь, в 140 километрах от города Мачэн, в 150 километрах от города Хуанши и в 210 километрах от столицы провинции Хубэй города Ухань.